# 숙릉 (고려)
숙릉(肅陵)은 고려 제9대 덕종의 능이다. 2016년 6월 28일 조선민주주의인민공화국은 개성시 해선리 소재지에서 북동쪽으로 4km 떨어진 곳에서 1릉과 2릉 총 2개의 왕릉을 발견해 그중 1릉이 숙릉으로, 2릉이 주릉으로 확정되었다고 발표했다. 1릉(숙릉)의 크기는 남북 3.7ｍ, 동서 3ｍ, 높이 1.65~1.73ｍ이다.